# ديريك بيرنت
ديريك بيرنت (بالإنجليزية: Derek Burnett)‏ هو لاعب رماية أيرلندي، ولد في 27 أكتوبر 1970.

## وصلات خارجية
- ديريك بيرنت على موقع الاتحاد الدولي (الإنجليزية)
- ديريك بيرنت على موقع اللجنة الأولمبية الدولية (الإنجليزية)
- ديريك بيرنت على موقع أوليمبيديا (الإنجليزية)
- ديريك بيرنت على موقع اللجنة الأولمبية الأيرلندية (الإنجليزية)